# Scopeloberyx microlepis
Scopeloberyx microlepis is een straalvinnige vissensoort uit de familie van grootschubvissen (Melamphaidae). De wetenschappelijke naam van de soort is voor het eerst geldig gepubliceerd in 1937 door Norman.